# Siem Offshore
Siem Offshore est une compagnie internationale de remorquage enregistrée aux Îles Caïmans avec ses bureaux principaux à Kristiansand, en Norvège.

## Galerie

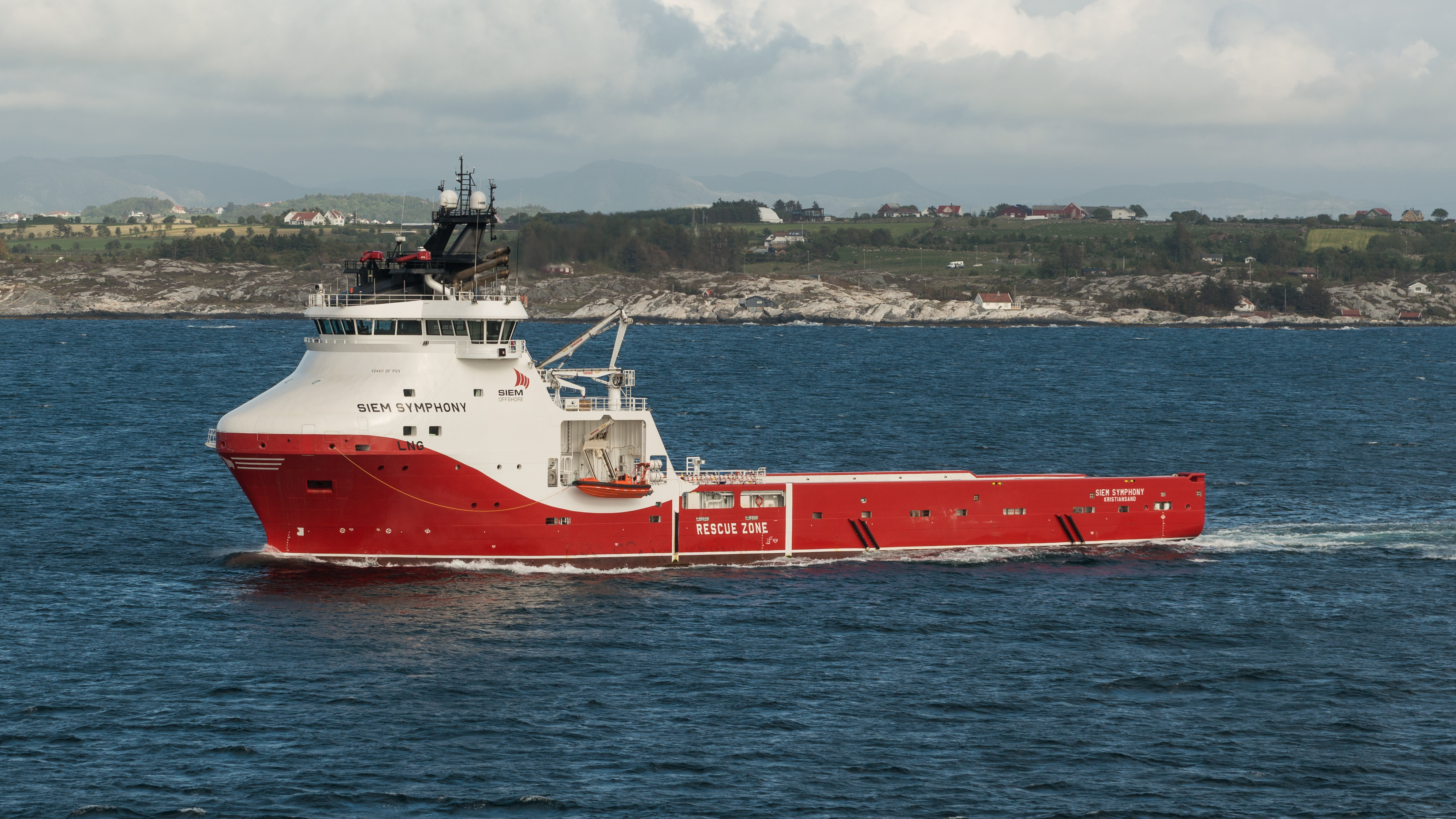
Le Siem Symphony près de Stavanger
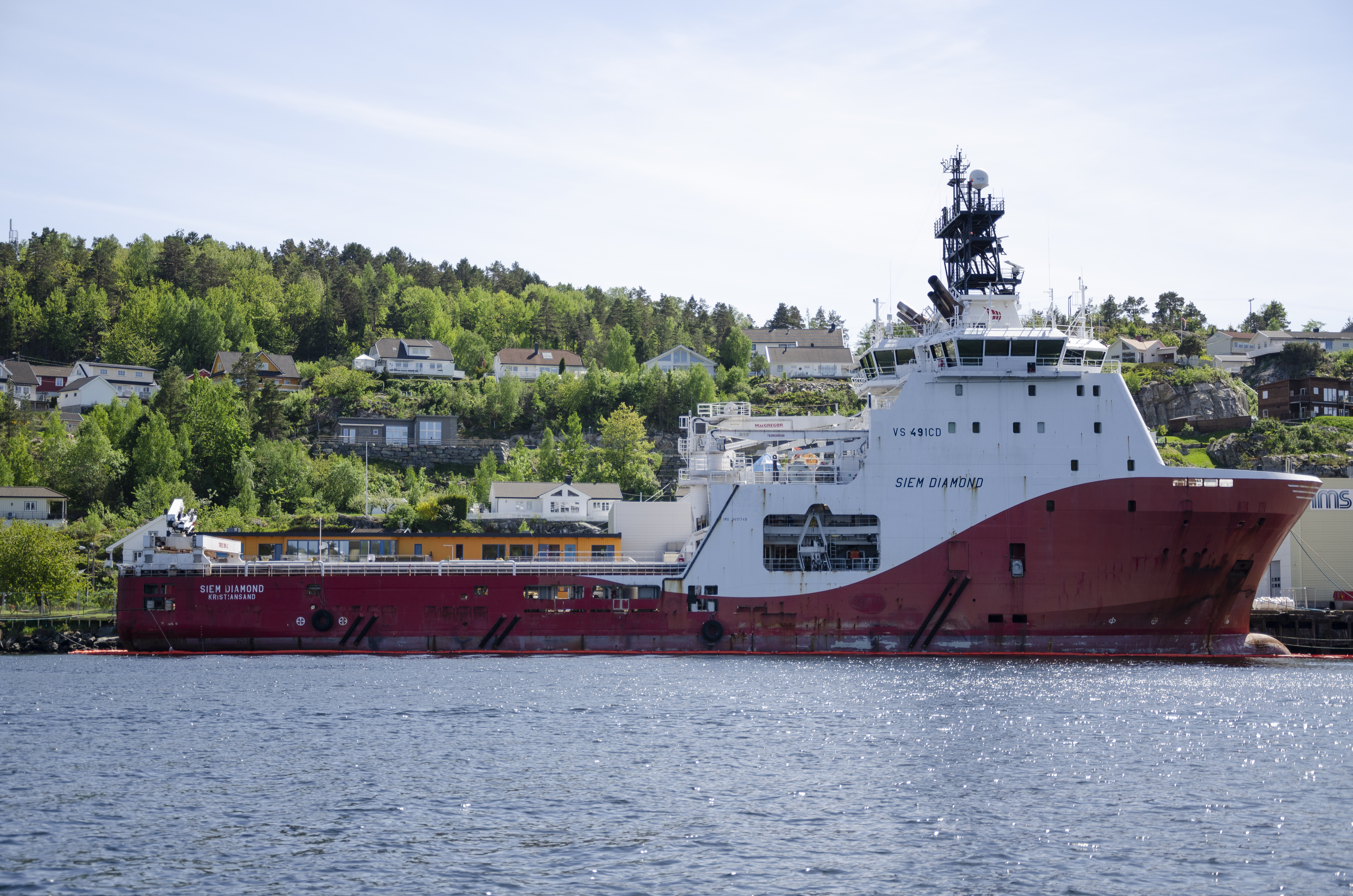
Le Siem Diamond à Risør en Norvège.